# Irrhausen

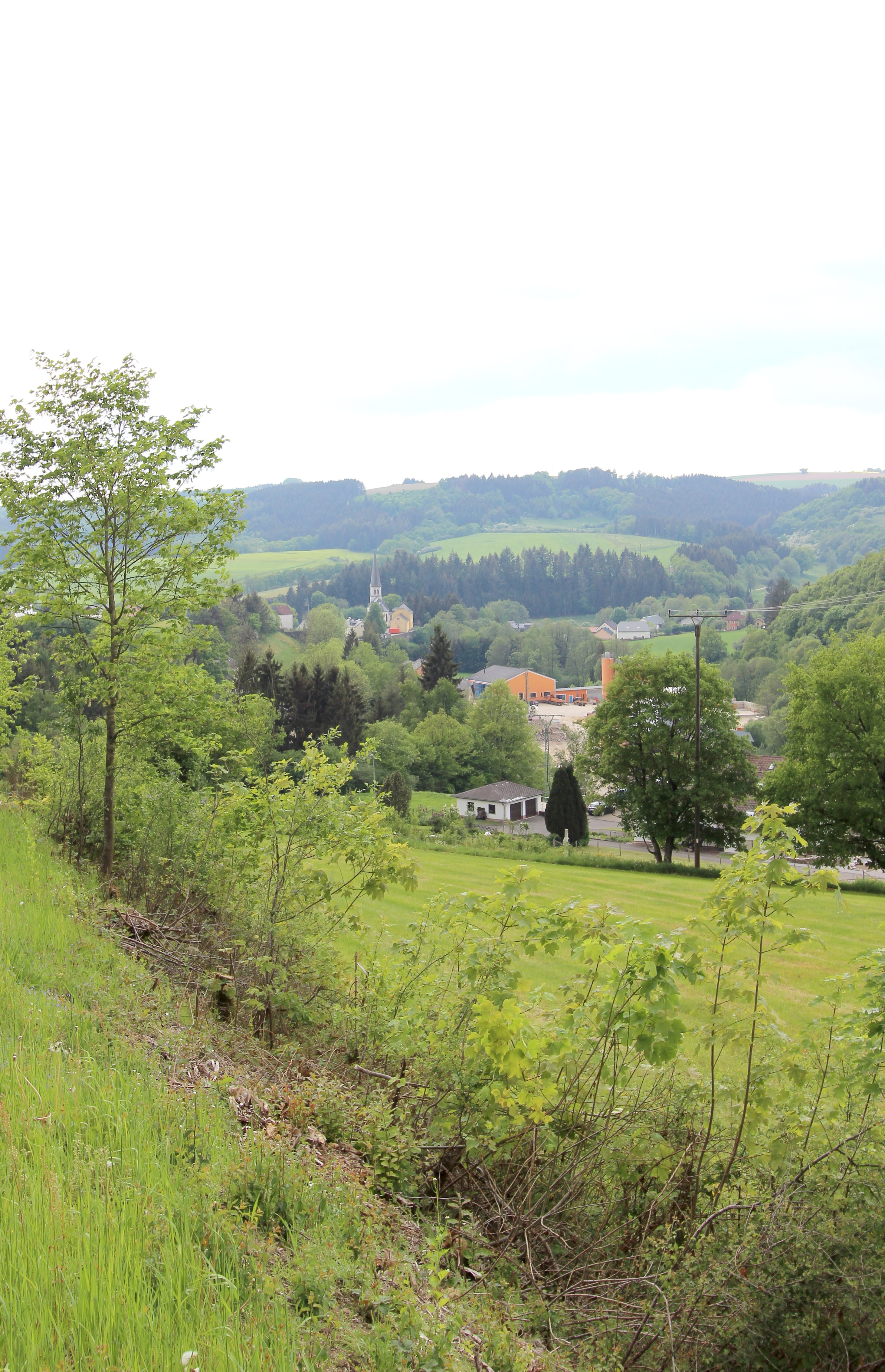
Irrhausen im Tal

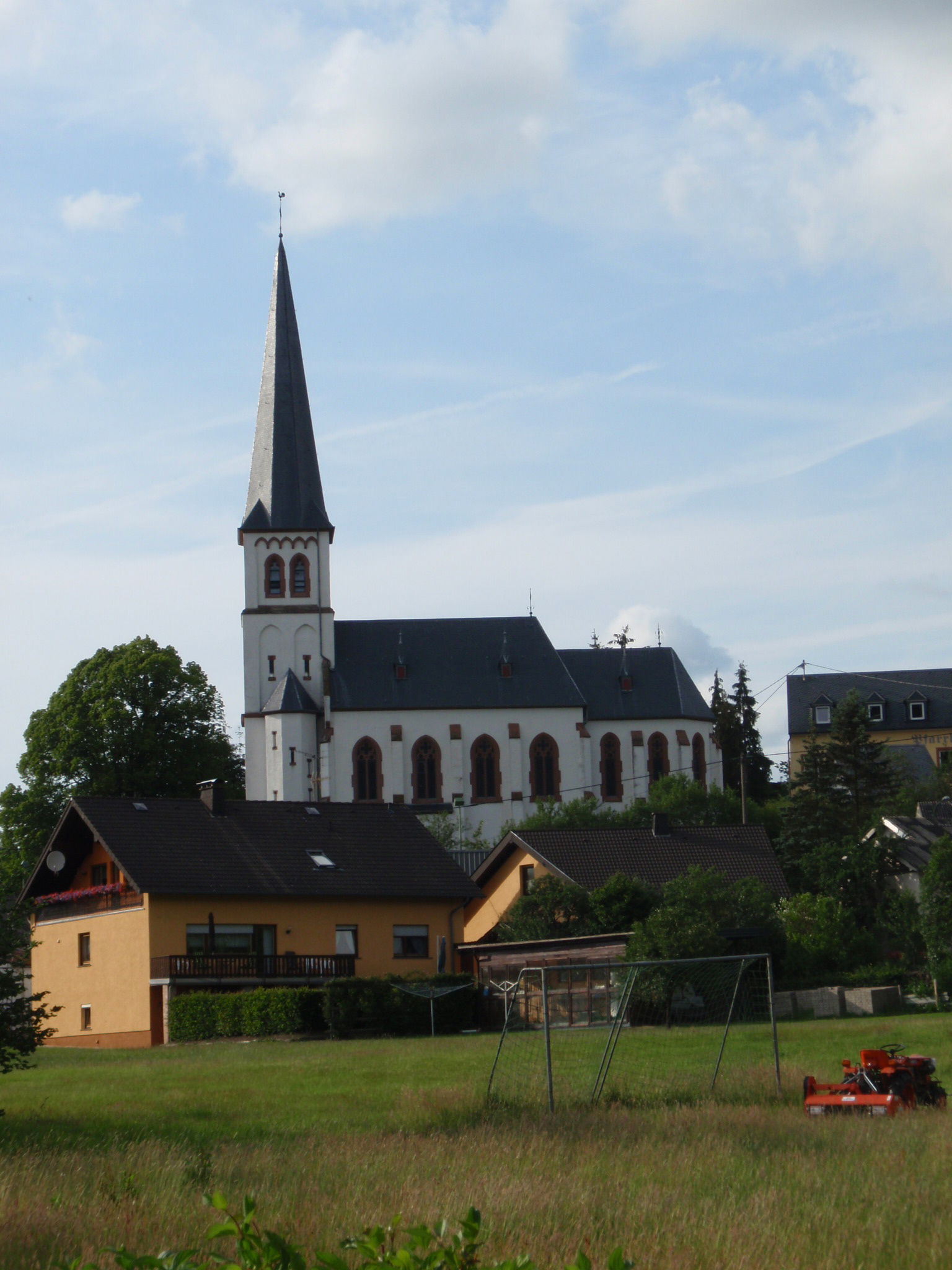
Katholische Pfarrkirche St. Peter in Ketten von Irrhausen

Irrhausen ist eine Ortsgemeinde im Eifelkreis Bitburg-Prüm in Rheinland-Pfalz. Sie liegt am Irsen und gehört der Verbandsgemeinde Arzfeld an. Die Gemeinde liegt direkt beim Tal der 1000 Schmetterlinge.

## Geographie
Die Ortsgemeinde liegt im Westen der Eifel inmitten des Islek an der Mündung des Mannerbachs in den Irsen und nur wenige Kilometer östlich der Staatsgrenzen zu Luxemburg und Belgien. Irrhausen gehört zum Naturpark Südeifel.
Zu Irrhausen gehören auch der Weiler Mattelbach sowie die Wohnplätze Eigelsfenn und Heinischhof.

## Geschichte
Bis zum Ende des 18. Jahrhunderts gehörte Irrhausen zur Herrschaft Dasburg im Herzogtum Luxemburg (Quartier Echternach). Im Jahr 1794 hatten französische Revolutionstruppen die Österreichischen Niederlande, zu denen das Herzogtum Luxemburg damals gehörte, besetzt und im Oktober 1795 annektiert. Unter der französischen Verwaltung gehörte das Gebiet zum Kanton Arzfeld, der verwaltungsmäßig dem Arrondissement Bitburg im Departement Wälder zugeordnet war. Aufgrund der Beschlüsse auf dem Wiener Kongress wurde 1815 das vormals luxemburgische Gebiet östlich der Sauer und der Our dem Königreich Preußen zugesprochen. Unter der preußischen Verwaltung gehörte Irrhausen zur Bürgermeisterei Arzfeld im 1816 neu gebildeten Kreis Prüm im Regierungsbezirk Trier, der von 1822 zur Rheinprovinz gehörte.
Statistik zur Einwohnerentwicklung
Die Entwicklung der Einwohnerzahl von Irrhausen, die Werte von 1871 bis 1987 beruhen auf Volkszählungen:
| Jahr | Einwohner |
| ---- | --------- |
| 1815 | 185       |
| 1835 | 256       |
| 1871 | 281       |
| 1905 | 274       |
| 1939 | 305       |
| 1950 | 292       |

| Jahr | Einwohner |
| ---- | --------- |
| 1961 | 247       |
| 1970 | 259       |
| 1987 | 211       |
| 1997 | 226       |
| 2005 | 234       |
| 2023 | 223       |

## Politik

### Bürgermeister
Edgar Krings wurde 2017 Ortsbürgermeister von Irrhausen. Bei der Direktwahl am 26. Mai 2019 wurde er mit einem Stimmenanteil von 85,7 % für weitere fünf Jahre in seinem Amt bestätigt. Er wurde im Juni 2024 wiedergewählt.
Der Vorgänger von Krings, Norbert Groben, hatte das Amt 2017 aus gesundheitlichen Gründen niedergelegt.

### Wappen
| Wappen von Irrhausen | Blasonierung: „In Rot blau gefüllte silberne Wellendeichsel, vorn silberne Hausmarke (Hoch- und Gabelkreuz auf schräglinker Basis), hinten silberner Mühlstein.“ |
| Wappen von Irrhausen | Wappenbegründung: Die Region um Irrhausen war bereits vor der Jahrtausendwende im Besitz der Abtei Prüm, deren Farben Rot und Silber waren. Gleiche Farben besaßen auch die Grafen von Vianden als Vögte der Abtei. Das Feld über der silbernen Deichsel ist Blau, da die Wappenfarben von Luxemburg Silber und Blau sind. Die Deichsel symbolisiert von oben nach unten den Zusammenfluss der Bäche Irsen und Manner im Ort. An beiden Bächen standen bis in die Neuzeit fünf Mühlen, die einen wichtigen Erwerbszweig bildeten, daher wurde der Mühlstein in das Wappen aufgenommen. Von der ersten Kirche Irrhausens ist ein Wappenstein des Erbauers erhalten geblieben mit der Hausmarke eines Steinmetzes. Das Symbol besteht aus zwei christlichen Symbolen, einem lateinischen Kreuz und einem Schächerkreuz, die am Fuß miteinander verbunden sind. |

## Kultur und Sehenswürdigkeiten

### Bauwerke
- Katholische Pfarrkirche St. Peter in Ketten von 1901
- Bannmühle – eine im Kern spätmittelalterliche Vierflügelanlage vor 1555
- Munkler Kapellchen aus dem 20. Jahrhundert ⊙

Siehe auch: Liste der Kulturdenkmäler in Irrhausen

### Grünflächen und Naherholung
- Wanderrouten in und um Irrhausen[8][9][10]

### Regelmäßige Veranstaltungen
- Jährliches Kirmes- bzw. Kirchweihfest wird am Sonntag nach dem 1. August (St. Peter in Ketten) gefeiert.
- Traditionelles Ratschen oder Klappern am Karfreitag und Karsamstag
- Burgbrennen am ersten Wochenende nach Aschermittwoch (sogenannter Scheef-Sonntag)[11][12]

## Wirtschaft und Infrastruktur

### Unternehmen
Im Ort gibt es Handwerksbetriebe, ein Bauunternehmen, eine Tierarztpraxis und ein Restaurant, dazu einige landwirtschaftliche Betriebe und ein Imker.
Für Touristen werden in der Gemeinde Ferienwohnungen und ein großer Campingplatz angeboten.

### Bildung
Vorschulkinder und Grundschüler besuchen die Betreuungs- und Bildungseinrichtungen in der Nachbargemeinde Daleiden; weiterführende Schulen können in Neuerburg oder Prüm besucht werden.

### Verkehr
Der Ort wird von der Mayen und Prüm im Nordosten mit dem Grenzübergang Dasburg nach Luxemburg im Westen verbindenden Bundesstraße 410 durchquert, von der in der Ortsmitte die Landesstraße 14 nach Norden abgeht.
Es besteht eine täglich bediente, grenzüberschreitende Busverbindung (Linie 407) zwischen Prüm und Ettelbrück/Luxemburg.